# TRAPPIST-1 c
2MASS J23062928-0502285 c
TRAPPIST-1 c est la deuxième exoplanète tellurique du système planétaire de TRAPPIST-1 dont la découverte est annoncée en 2016. C'est la troisième plus grosse planète du système.

## Caractéristiques

### Caractéristiques physiques
La température d'équilibre de la surface de la planète est 334,8 K (61,8 °C) avec une incertitude de 4,8.
Le manteau de la planète serait composé de magma en raison des forces de marée vu que la planète est proche de son étoile et il y aurait des éruptions volcaniques comme sur Io (une lune de Jupiter). TRAPPIST-1 c est la planète la plus dense du système planétaire,,. Son diamètre est de 14 016 km.

### Caractéristiques orbitales
Cette planète orbite autour de son étoile en environ 2,5 jours et est à environ 0,015 UA de son étoile, soit environ 2,25 millions de km.

## Habitabilité
Cette planète est trop proche de son étoile pour abriter la vie : l'eau y serait sous forme de vapeur ou liquide et la vie se développerait plus difficilement que sur les planètes e et f. Sa luminosité est approximativement la même que celle de Vénus et elle se situe donc dans la partie chaude de la zone habitable.

## Composition théorique
Toutes les planètes du système TRAPPIST-1 dont TRAPPIST-1 c pourraient avoir trois types de  compositions qui seraient peut-être similaires les unes aux autres à cause de leurs densités elles aussi similaires. Les trois compositions théoriques sont les suivantes :
1. la planète (et les autres) seraient dépourvues de noyau, avec une surface rocheuse faite de fer mélangé à d'autres éléments ;
2. une surface rocheuse et un noyau en fer proportionnellement plus petit que celui de la terre ;
3. une surface océanique et un gros noyau. Cette théorie n'est valable que pour les 4 planètes les plus lointaines du système[6].